# Semnornis frantzii
El cabezón cocora, capitán cocora o barbudo cocora (Semnornis frantzii) es una especie de ave piciforme de la familia Semnornithidae que habita en América Central. Su nombre científico conmemora al naturalista alemán Alexander von Frantzius.

## Descripción

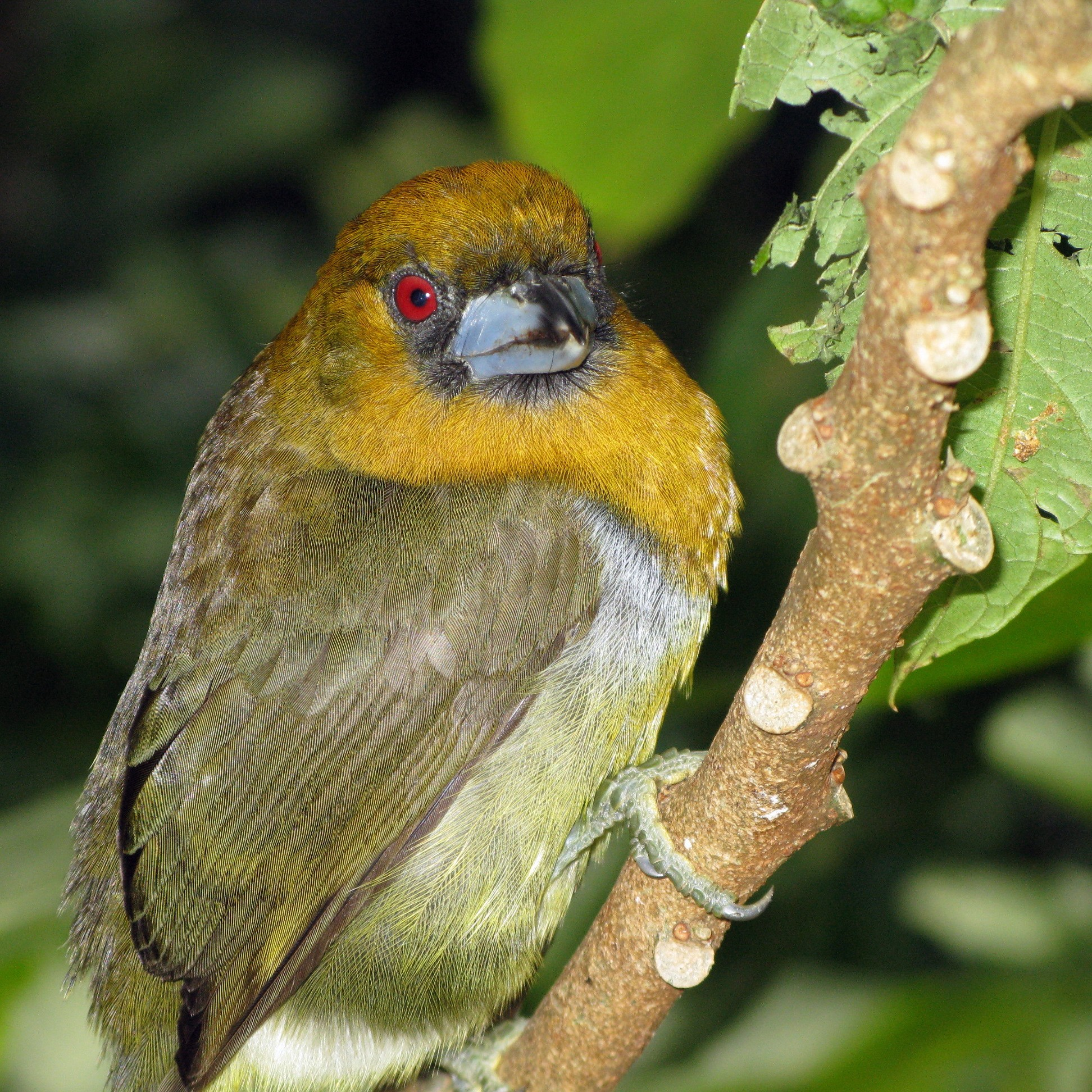

Es un ave rechoncha y con la cabeza relativamente grande. Mide alrededor de 17 cm de largo. Sus partes superiores son principalmente de color verde oliváceo y su vientre verde blanquecino, mientras que su pecho y rostro son de tonos ocres anaranjado verdosos. Su lorum es negro, al igual que las cerdas que rodean su pico. Su pico gris es robusto y relativamente largo, y tiene una lista negra en la parte superior hasta su punta, que está curvada hacia abajo. El iris de sus ojos es rojo.

## Taxonomía
En el pasado se clasificaba con los barbudos en la familia Capitonidae. Sin embargo los estudios de ADN han confirmado que la clasificación del grupo era parafilética, los barbudos americanos están más próximos a los tucanes que los barbudos del Viejo Mundo. Por ello ambos linajes de barbudos se consideran ahora familias distintas, y el cabezón cocora y el cabezón tucán se han separado en su propia familia, Semnornithidae.

## Distribución y hábitat
El cabezón cocora se encuentra únicamente a través de la cordillera de Talamanca. Prefiere los bosques de montaña húmedos y frescos con grandes árboles cubiertos de musgo y los hábitats adyacentes.

## Comportamiento
Se alienta de frutos de los árboles y las epifitas, aunque ocasionalmente come insectos y pétalos de flores. Su vuelo es rápido y directo con aleteos zumbantes. Emite con frecuencia su característico canto gutural de tipo cwa-cwa-cwa-cwa... realizado en dueto por parejas reproductivas o individuos del mismo grupo. 
Es monógamo y anida entre marzo y mayo en cavidades de pájaro carpintero, donde pone entre 4–5 huevos por nido.